# Douglas Myall
Douglas Myall, né le 17 décembre 1922 dans l'Essex et mort le 30 janvier 2019, est un fonctionnaire et philatéliste britannique.
Il est connu pour ses études sur les timbres-poste d'usage courant au type Machin. Son catalogue, The Complete Deegam Machin Handbook, est un des principaux ouvrages de référence sur ces timbres.

## Biographie
Fonctionnaire, il achève sa carrière au registre des marques déposées du Patents Office. C'est en travaillant à l'Inspection des dividendes étrangers qu'il commence à s'intéresser aux timbres-poste du courrier reçu.
Dans les années 1950 et 1960, il s'intéresse aux timbres au type Wilding, la première série d'usage courant à l'effigie d'Élisabeth II et à l'impression sécurisée grâce à un passage au département du timbre fiscal de l'Inland Revenue (le fisc) ; et rédige rapidement des articles pour la presse philatélique.
Dès la première série de 1967, Myall est des membres fondateurs de deux clubs spécialisés dans le type Machin :le Great Britain Decimal Stamp Book Study Circle (GB DSB SC) et le British Decimal Stamps Study Circle (BDSSC). Il préside le BDSSC pendant ses dix-huit premières années.
Cependant, il n'est pas satisfait par le traitement des paramètres possibles de collection de ces timbres par le BDSSC et par l'éditeur du catalogue spécialisé britannique de référence, Stanley Gibbons. Pour atteindre la plus grande exhaustivité possible, il se lance dans la rédaction de son propre catalogue, The Complete Deegam Machin Handbook, dont la première édition paraît en 1993. En juillet 2003, la troisième édition se présente dans deux classeurs contenant 1 272 pages, régulièrement complété par les Deegam Reports disponibles par mail pour les possesseurs de l'ouvrage ou imprimés pour les membres de certaines associations philatéliques.
En dehors du type Machin, Douglas Myall collectionne les timbres britanniques perforés par les entreprises et pratique la macrophotographie d'insectes.

## Œuvres
- The Complete Deegam Machin Handbook, 1re édition, 1993 ; 3e édition augmentée, juillet 2003 ; suppléments régulièrement publiés. Une édition sur cd-rom est parue en avril 2005.
- 40 Years of Machins. A Timeline, hors-série no 13 du British Philatelic Bulletin, éd. Royal Mail, 2007,  (ISBN 0946165580), 20 pages. Chronologie du type Machin.

### Sources de l'article
- Gordon Milne[8], « In the Spotlight », entretien avec Douglas Myall, publié dans The Chronicle, journal du Great Britain Collectors Club, avril 1999 ; republié sur le site du GBCC, mise à jour du 23 avril 2007, consultée le 15 août 2007.